# Eleccions legislatives belgues de 1968
Les Eleccions legislatives belgues de 1968 es van celebrar el 31 de març de 1968 per a renovar els 212 membres de la Cambra de Representants

## Antecedents
El 1967, la crisi lingüística a la Universitat catòlica de Lovaina va provocar la dimissió del govern de Paul Vanden Boeynants i eleccions avançades.

## Resultats a la Cambra de Representants
|                | Partit Social Cristià-Christelijke Volkspartij (CVP/PSC) | 1.037.309 |  | 20,03   |  | 50  |    |
|                | Parti Socialiste-Socislistische Partij                   | 1.449.172 |  | 27,99   |  | 59  | -5 |
|                | PVV-PRL                                                  | 1.080.894 |  | 20,87   |  | 47  | -1 |
|                | Volksunie                                                | 506.597   |  | 9,79    |  | 20  | +1 |
|                | Partit Social Cristià                                    | 606.283   |  | 11,73   |  | 19  |    |
|                | Rassemblement Wallon                                     | 175.181   |  | 3,38    |  | 5   | +9 |
|                | FDF                                                      | 130.271   |  | 2,52    |  | 7   | +4 |
|                | Partit Comunista de Bèlgica                              | 170.625   |  | 3,30    |  | 5   | -1 |
|                | Partit Való dels Treballadors (PWT)                      | 3.474     |  | 0,07    |  |     |    |
|                | Altres                                                   | 17.861    |  | 0,34    |  |     |    |
| Total          | Total                                                    |           |  | 100,00% |  | 212 |    |
| Font: Cevipol. |                                                          |           |  |         |  |     |    |

## Conseqüències
Es formà un govern de coalició presidit pel socialcristià Gaston Eyskens enmig dels conflictes lingüístics que havia provocat la divisió del Partit Social Cristià, que es presentà a les eleccions dividit en els seccions flamenca i valona, i l'agrupament dels nacionalistes valons en una sola llista.